# Aguilares (Argentyna)
Aguilares – miasto w Argentynie, położone w południowej części prowincji Tucumán.

## Demografia
Miasto według spisu powszechnego 17 listopada 2001 roku liczyło 31 201, 27 października 2010 ludność Aguilares wynosiła 32 908 .